# 宽额鲈
宽额鲈（学名：Promicrops lanceolatus）为鮨科宽额鲈属的鱼类。分布于印度洋非洲东岸至太平洋中部密克罗尼西亚、南至澳大利亚以及南海诸岛和海南岛等，属于暖水性珊瑚礁及沿岸鱼类。